# Ciro Immobile
Ciro Immobile (20. únor 1990, Torre Annunziata, Itálie) je italský fotbalový útočník, hrající za turecký Beşiktaş. Osm sezon odehrál za Lazio, kde vyhrál jednou domácí pohár (2018/19) a dvakrát domácí superpohár (2017, 2019). Celkem čtyřikrát se stal nejlepším střelcem Serie A (2013/14, 2017/18, 2019/20 a 2021/22). Po sezóně 2019/20 si za 36 gólů odnesl rovněž Zlatou kopačku pro nejlepšího střelce Evropy jako první Ital a zároveň jako první hráč italské ligy od roku 2007. V roce 2021 překonal Silvia Piolu a stal se historicky nejgólovějším fotbalistou Lazia. V zahraničí nastupoval za německý Dortmund a v španělské Seville.
Byl účastníkem MS 2014 v Brazílii. a také ME (2016 a 2020, ve druhém případě byl u zisku zlaté medaile.

## Kariéra

### Klubová
Dvanáctiletý Immobile hrál zprvu fotbal za celek Sorrento, odkud po šesti letech zamířil do Juventusu. Dva roky úspěšně trávil v Primaveře, soutěži hráčů do 20 let, kde s mládežnickým týmem vyhrál Torneo di Viareggio v letech 2009 a 2010. Roku 2010 se stal mimo jiné nejlepším střelcem Primavery. Zahrál si také za první mužstvo v nejvyšší soutěži i Lize mistrů. Na hostování v Pescaře vedené Zdeňkem Zemanem pomohl týmu k vítězství v Serii B 2011/12 a s 28 góly byl nejlepším střelcem soutěže. Po sezoně přestoupil do Janova, kde strávil rok jako druhá volba za útočníkem Marcem Borriellem. Odtud jej osvobodil přestup do Turína FC. Je prvním hráčem Turína, který se stal králem střelců od roku 1977, kdy vyhrál Francesco Graziani.[zdroj?]
Do Borussie Dortmund přestoupil po úspěšné sezóně v Turínu FC, kdy se stal se nejlepším střelcem Serie A ročníku 2013/14 s 22 brankami. Přišel jako náhrada za polského útočníka Roberta Lewandowského, který zamířil do Bayernu Mnichov. Immobile podepsal s BVB pětiletý kontrakt. Před sezonou 2014/15 vyhrál s Borussií DFL-Supercup proti Bayernu Mnichov (výhra 2:0).

#### Sevilla

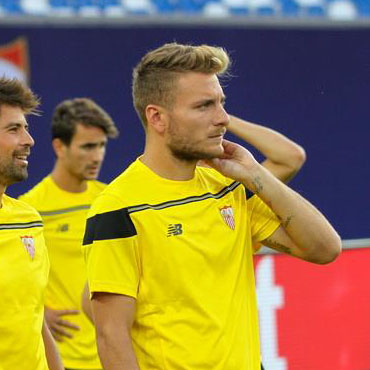
Immobile hrající za Sevillu v Superpoháru UEFA (2015)

Dne 12. července 2015 se Immobile připojil k Seville na sezónní hostování poté, co ve své první sezoně v Borussia Dortmund vstřelil pouze tři góly v lize a celkem 10 gólů v 34 zápasech ve všech soutěžích. Sevilla měla také možnost ho po hostování odkoupit. V klubu debutoval dne 11. srpna 2015, když nahradil Kevina Gameira v 80. minutě Superpoháru UEFA 2015 proti Barceloně, a asistoval u branky Jevhena Konopljanky, která poslala zápas do prodloužení; Barcelona však zápas vyhrála 5:4 po 120 minutách hry.
31. července 2015 byl Immobile odnesen ze hřiště na nosítkách s kyslíkovou maskou a krční límcem poté, co v přátelském zápase proti Watfordu na Vicarage Road odehrál pouhých pět minut, po střetu se soupeřem. Byl převezen do nemocnice, ve které se ze zranění zotavil. Později se zjistilo, že se jeho mu praskla nosní přepážka. Dne 8. listopadu 2015 vstřelil Immobile svůj první gól za Sevillu v 36. minutě zápasu, ve kterém zvítězili v domácím prostředí 3:2 nad Realem Madrid. V listopadu využila Sevilla opci již po pátém zápasu Cira v klubu. Dortmund dostal 11 milionů eur za přestup plus 3 miliony euro za hostování.

#### Hostování v Turíně
Dne 14. ledna 2016 se Immobile vrátil do Turína na hostování až do konce sezóny 2015/16. O dva dny později, při svém debutu po návratu do klubu, vstřelil úvodní gól domácího zápasu proti Frosinone. 14. února opět skóroval, když dvěma góly pomohl porazit Palermo 3:1. 22. března utrpěl svalové zranění v derby s Juventusem a do soutěžního zápasu se vrátil až za měsíc.

#### Opět za Lazio
Ačkoliv se původně spekulovalo, že 26letý Immobile bude v Laziu ze Sevilly nejprve hostovat, nakonec se vyjednal trvalý přestup za částku
8,5 milionu eur.
Dne 21. srpna vstřelil gól hned při svém debutu v úvodním kole Serie A na hřišti Atalanty, kde Lazio vybojovalo tři body po výhře 4:3.
První ligovou sezónu po návratu do vlasti zakončil se 23 góly na kontě, více jich vstřelili jen Džeko, Belotti, Higuaín a Icardi.
V ročníku 2017/18 se podruhé v kariéře stal nejlepším střelcem nejvyšší italské ligové soutěže, tentokráte mu náleželo dělené první místo s Maurem Icardim z Interu. Oba střelci zaznamenali 29 gólů celkově.
Na úvod ligového ročníku 2019/20 proti Sampdorii Janov vstřelil dva góly, čímž přispěl k výhře 3:0 na janovské půdě.
Během 11. kola přispěl jedním gólem hlavou k výhře 2:1 na stadionu AC Milán. Pro Immobileho to byl jeho 100. gól ve dresu Lazia napříč všemi soutěžemi, a to v jeho 147. zápase.
V lednovém klání 20. kola proti Sampdorii se Immobile předvedl domácímu publiku třemi góly a přispěl k vítězství 5:1, které udrželo sérii 11 ligových vítězství Lazia v řadě.
Lazio na jaře pronásledovalo Juventus, na titul nakonec nedosáhlo. Immobile vstřelil 26. července při výhře 5:1 hattrick proti Hellasu Verona, dva góly dal z penalty.
Během posledního kola dohrávané Serie A dal gól Neapoli a se 36 góly se stal Capocannoniere, nejlepším střelcem ročníku před Cristianem Ronaldem. Vyrovnal tak počin Gonzala Higuaína ze sezóny 2015/16, který tehdy hrál právě za Neapol. Immobile si tak vystřílel Zlatou kopačku pro nejlepšího střelce v Evropě.
To se fotbalistovi italské ligy podařilo naposledy roku 2007, kdy Zlatou kopačku získal Francesco Totti, legenda druhého římského týmu.
Lazio proti Neapoli prohrálo 1:3 a spadlo na čtvrté místo (o příčku níže byl rival AS Řím), která však zaručovalo Ligu mistrů v další sezóně rovněž.
Na konci srpna roku 2020 prodloužil s klubem smlouvu do roku 2025.
Ve skupině Ligy mistrů narazil na svůj bývalý klub Borussii Dortmund a v zápase 20. října pomohl jedním gólem k úvodní domácí výhře 3:1.
Ve čtvrtém zápase skupiny proti Zenitu 24. listopadu dal góly dva, díky čemuž Lazio vyhrálo doma 3:1 a ani tentokrát neprohrálo.
Když Lazio 30. října 2021 remizovalo 2:2 na hřišti Atalanty, vstřelil Immobile jeden z gólů římského klubu a vyrovnal počin Silvia Pioly. Piola za Lazio nastřílel 159 gólů, více gólů než tito dva fotbalisté nedal za Lazio nikdo v historii. Sezónu 2021/22 zakončil opět jako nejlepší střelec italské ligy s bilancí 27 gólů za 31 zápasů a označení Capocannoniere si vysloužil již počtvrté jako první Ital v historii. Jediným střelcem soutěže v jejích dějinách stále Immobilem nepřekonaným byl legendární švédský útočník Gunnar Nordahl, který ovládl listinu střelců pětkrát.

### Reprezentační
Reprezentoval Itálii na Mistrovství Evropy ve fotbale hráčů do 21 let 2013 v Izraeli, vstřelil gól ve finálovém zápase proti Španělsku, který Italové prohráli 2:4.
V seniorské reprezentaci Itálie debutoval 5. března 2014 v přátelském utkání proti Španělsku (prohra 0:1). Byl zařazen do širší nominace na mistrovství světa ve fotbale 2014 v Brazílii, poté se dostal mezi třiadvacítku hráčů pro Mistrovství světa, jejíž složení oznámil trenér Cesare Prandelli 2. června. 8. června vstřelil v přípravném utkání proti Fluminense FC, které Italové vyhráli 5:3, hattrick. Na šampionátu však vyšel střelecky naprázdno: v utkání proti Anglii (výhra 2:1) střídal v 73 minutě Balotelliho, proti Kostarice (prohra 0:1) nehrál, do posledního zápasu skupiny proti Uruguayi (prohra 0:1 a vyřazení) nastoupil od začátku, v 71. minutě ho vystřídal Antonio Cassano.
První reprezentační gól vstřelil 4. září 2014 ve 3. minutě přátelského utkání proti Nizozemsku, které Italové vyhráli 2:0.[zdroj?]
Dne 31. května 2016 byl Immobile jmenován do 23členného týmu Antonia Conteho pro Euro 2016.

#### Mistrovství Evropy 2020
V červnu roku 2021 byl trenérem Robertem Mancinim nominován na odložené Mistrovství Evropy 2020 hrané kvůli pandemii covidu-19 v létě roku 2021. Immobile byl jedním ze sedmi fotbalistů, kteří se roku 2016 účastnili předchozího mistrovství ve Francii. Úvodní zápas šampionátu 11. června skončil výhrou Itálie 3:0 nad Tureckem před vlastními diváky Stadio Olimpico. Immobile vstřelil druhý gól a asistoval u třetího gólu Lorenza Insigneho. Ve druhém skupinovém zápase zpečetil 16. června třetím gólem výhru 3:0 nad Švýcarskem. V semifinále 6. července asistoval Federicu Chiesovi při prvním gólu tohoto střetnutí, následně byl střídán Domenicem Berardim. Španělsko vyrovnalo na 1:1 a zápas nerozhodlo ani prodloužení, Itálie však uspěla 4:2 v penaltovém rozstřelu. Proti Anglii hrající finále na domácí půdě odehrál 11. července úvodních 55 minut, posléze opět střídán Berardim. Itálie dohnala manko 0:1 a i finále dospělo do prodloužení, které o vítězi nerozhodlo. Manciniho svěřenci zvládli penaltový rozstřel 3:2 a stali se evropskými mistry.

## Statistika

### Klubová
| Sezóna             | Klub               | Liga               | Liga   | Liga | Ligové poháry | Ligové poháry | Ligové poháry | Kontinentální poháry | Kontinentální poháry | Kontinentální poháry | Celkem | Celkem |
| Sezóna             | Klub               | Soutěž             | Zápasy | Góly | Soutěž        | Zápasy        | Góly          | Soutěž               | Zápasy               | Góly                 | Zápasy | Góly   |
| ------------------ | ------------------ | ------------------ | ------ | ---- | ------------- | ------------- | ------------- | -------------------- | -------------------- | -------------------- | ------ | ------ |
| 2006/07            | Sorrento           | Serie C2           | 0      | 0    | -             | 0             | 0             | -                    | 0                    | 0                    | 1      | 0      |
| 2008/09            | Juventus           | Serie A            | 1      | 0    | IP            | 0             | 0             | LM                   | 0                    | 0                    | 1      | 0      |
| 2009/10            | Juventus           | Serie A            | 2      | 0    | IP            | 1             | 0             | LM                   | 1                    | 0                    | 4      | 0      |
| Celkem za Juventus | Celkem za Juventus | Celkem za Juventus | 3      | 0    | -             | 1             | 0             | -                    | 1                    | 0                    | 5      | 0      |
| 2010/11            | Siena              | Serie B            | 4      | 1    | IP            | 2             | 1             | -                    | 0                    | 0                    | 6      | 2      |
| 2011               | Grosseto           | Serie B            | 16     | 1    | -             | 0             | 0             | -                    | 0                    | 0                    | 16     | 1      |
| 2011/12            | Pescara            | Serie B            | 37     | 28   | IP            | 0             | 0             | -                    | 0                    | 0                    | 37     | 28     |
| 2012/13            | Janov              | Serie A            | 33     | 5    | IP            | 1             | 0             | -                    | 0                    | 0                    | 34     | 5      |
| 2013/14            | Turín              | Serie A            | 33     | 22   | IP            | 1             | 1             | -                    | 0                    | 0                    | 34     | 23     |
| 2014/15            | Borussia Dortmund  | Bundesliga         | 24     | 3    | NP+NS         | 3+1           | 3             | LM                   | 6                    | 4                    | 34     | 10     |
| 2015/16            | Sevilla            | Primera División   | 8      | 2    | ŠP            | 3             | 2             | LM+ES                | 3+1                  | 0                    | 15     | 4      |
| 2016               | Turín              | Serie A            | 14     | 5    | -             | 0             | 0             | -                    | 0                    | 0                    | 14     | 5      |
| Celkem za Turín    | Celkem za Turín    | Celkem za Turín    | 47     | 27   | -             | 1             | 1             | -                    | 0                    | 0                    | 48     | 28     |
| 2016/17            | Lazio              | Serie A            | 36     | 23   | IP            | 5             | 3             | -                    | 0                    | 0                    | 41     | 26     |
| 2017/18            | Lazio              | Serie A            | 33     | 29   | IP+IS         | 4+1           | 2+2           | EL                   | 9                    | 8                    | 47     | 41     |
| 2018/19            | Lazio              | Serie A            | 36     | 15   | IP            | 5             | 3             | EL                   | 5                    | 1                    | 46     | 19     |
| 2019/20            | Lazio              | Serie A            | 37     | 36   | IP+IS         | 2+1           | 1+0           | EL                   | 4                    | 2                    | 44     | 39     |
| 2020/21            | Lazio              | Serie A            | 35     | 20   | IP            | 1             | 0             | LM                   | 5                    | 5                    | 41     | 25     |
| 2021/22            | Lazio              | Serie A            | 31     | 27   | IP            | 2             | 1             | EL                   | 7                    | 4                    | 40     | 32     |
| 2022/23            | Lazio              | Serie A            | 31     | 12   | IP            | 1             | 0             | EL+EKL               | 4+2                  | 1+1                  | 38     | 14     |
| 2023/24            | Lazio              | Serie A            | 31     | 7    | IP+IS         | 3+1           | 0             | LM                   | 8                    | 4                    | 43     | 11     |
| Celkem za Lazio    | Celkem za Lazio    | Celkem za Lazio    | 270    | 169  | -             | 26            | 12            | -                    | 44                   | 26                   | 340    | 207    |
| 2024/25            | Beşiktaş           | Süper Lig          | ?      | ?    | TP+TS         | ?+1           | ?+2           | EL                   | ?                    | ?                    | 1+     | 2+     |
| Celkově            | Celkově            | Celkově            | 442    | 237  | -             | 39            | 21            | -                    | 54                   | 30                   | 535    | 285    |

### Reprezentační

#### Statistika na velkých turnajích
| Reprezentace | Rok     | Zápasy               | Zápasy | Zápasy    | Zápasy           | Zápasy           | Zápasy            |
| Reprezentace | Rok     | Fáze turnaje         | Datum  | Soupeř    | Odehraných minut | Vstřelené branky | Výsledek          |
| ------------ | ------- | -------------------- | ------ | --------- | ---------------- | ---------------- | ----------------- |
| Itálie       | MS 2014 | 1 zápas ve skupině D | 15. 6. | Anglie    | 17               | 0                | 2:1               |
| Itálie       | MS 2014 | 3 zápas ve skupině D | 24. 6. | Uruguay   | 71               | 0                | 0:1               |
| Itálie       | ME 2016 | 1 zápas ve skupině E | 13. 6. | Belgie    | 15               | 0                | 2:0               |
| Itálie       | ME 2016 | 3 zápas ve skupině E | 22. 6. | Irsko     | 74               | 0                | 0:1               |
| Itálie       | ME 2020 | 1 zápas ve skupině A | 11. 6. | Turecko   | 81               | 1                | 3:0               |
| Itálie       | ME 2020 | 2 zápas ve skupině A | 16. 6. | Švýcarsko | 90               | 1                | 3:0               |
| Itálie       | ME 2020 | Osmifinále           | 26. 6. | Rakousko  | 84               | 0                | 2:1 v prodl.      |
| Itálie       | ME 2020 | Čtvrtfinále          | 2. 7.  | Belgie    | 74               | 0                | 2:1               |
| Itálie       | ME 2020 | Semifinále           | 6. 7.  | Španělsko | 62               | 0                | 1:1 (4:2 na pen.) |
| Itálie       | ME 2020 | Finále               | 11. 7. | Anglie    | 55               | 0                | 0:0 (4:3 na pen.) |

#### Reprezentační branky
| Gól | Datum        | Stadion                                               | Soupeř            | Skóre | Výsledek | Soutěž                                           |
| --- | ------------ | ----------------------------------------------------- | ----------------- | ----- | -------- | ------------------------------------------------ |
| 010 | 4. 9. 2014   | Stadio San Nicola, Bari, Itálie                       | Nizozemsko        | 1:0   | 2:0      | Přátelské utkání                                 |
| 02  | 5. 9. 2016   | Stadion Sammy Ofer, Haifa, Izrael                     | Izrael            | 1:3   | 1:3      | Kvalifikace na MS 2018                           |
| 03  | 9. 10. 2016  | Národní aréna Toše Proeski, Skopje, Severní Makedonie | Severní Makedonie | 2:2   | 2:3      | Kvalifikace na MS 2018                           |
| 04  | 9. 10. 2016  | Národní aréna Toše Proeski, Skopje, Severní Makedonie | Severní Makedonie | 2:3   | 2:3      | Kvalifikace na MS 2018                           |
| 05  | 12. 11. 2016 | Rheinpark Stadion, Vaduz, Lichtenštejnsko             | Lichtenštejnsko   | 0:2   | 0:4      | Kvalifikace na MS 2018                           |
| 06  | 24. 3. 2017  | Stadio Renzo Barbera, Palermo, Itálie                 | Nizozemsko        | 2:0   | 2:0      | Kvalifikace na MS 2018                           |
| 07  | 5. 9. 2017   | Stadio Giglio, Reggio Emilia, Itálie                  | Izrael            | 1:0   | 1:0      | Kvalifikace na MS 2018                           |
| 08  | 8. 9. 2019   | Stadion Tampere, Tampere, Finsko                      | Finsko            | 0:1   | 1:2      | Kvalifikace na ME 2020                           |
| 09  | 18. 11. 2019 | Stadio Renzo Barbera, Palermo, Itálie                 | Arménie           | 1:0   | 9:1      | Kvalifikace na ME 2020                           |
| 010 | 18. 11. 2019 | Stadio Renzo Barbera, Palermo, Itálie                 | Arménie           | 4:0   | 9:1      | Kvalifikace na ME 2020                           |
| 011 | 25. 3. 2021  | Stadio Ennio Tardini, Parma, Itálie                   | Severní Irsko     | 2:0   | 2:0      | Kvalifikace na MS 2022                           |
| 012 | 31. 3. 2021  | LFF stadionas, Vilnius, Litva                         | Litva             | 0:2   | 0:2      | Kvalifikace na MS 2022                           |
| 013 | 4. 6. 2021   | Stadio Renato Dall'Ara, Boloňa, Itálie                | Česko             | 1:0   | 4:0      | Přátelské utkání                                 |
| 014 | 11. 6. 2021  | Stadio Olimpico, Řím, Itálie                          | Turecko           | 0:2   | 0:3      | Mistrovství Evropy 2020                          |
| 015 | 16. 6. 2021  | Stadio Olimpico, Řím, Itálie                          | Švýcarsko         | 3:0   | 3:0      | Mistrovství Evropy 2020                          |
| 016 | 15. 6. 2023  | De Grolsch Veste, Enschede, Nizozemsko                | Španělsko         | 1:1   | 2:1      | LN UEFA 2022/2023 – finálový turnaj (semifinále) |
| 017 | 9. 9. 2023   | Národní aréna Toše Proeski, Skopje, Severní Makedonie | Severní Makedonie | 0:1   | 1:1      | Kvalifikace na ME 2024                           |

## Úspěchy

### Hráčské

#### Klubové
- vítěz 2. italské ligy (1×)

Pescara: 2011/12
- vítěz italského poháru (1×)

Lazio: 2018/19
- vítěz italského superpoháru (2×)

Lazio: 2017, 2019
- vítěz německého superpoháru (1×)

Dortmund: 2014
- vítěz tureckého superpoháru (1×)

Besiktas: 2024

#### Reprezentační
- 1× na MS (2014)
- 2× na ME (2016, 2020 –zlato)
- 1× na ME U21 (2013 – stříbro)
- 1× na LN (2022/23 – bronz)

### Individuální
- 1× Zlatá kopačka – 2020[24][52]
- 4× nejlepší střelec 1. italské ligy Serie A – 2013/14 (22 gólů), 2017/18 (29 gólů, dělené první místo), 2019/20 (36 gólů),[52] 2021/22 (27 gólů)[30]
- 1× nejlepší střelec 2. italské ligy Serie B – 2011/12 (28 gólů)[52]
- 1× nejlepší střelec mládežnické Primavery – 2009/10[2]
- 1× nejlepší střelec mládežnického poháru Torneo di Viareggio – 2009/10 (5 gólů)[52]
- 1× nejlepší střelec Evropské ligy UEFA – 2017/18 (8 gólů)[52]
- 1× nejlepší útočník sezóny Serie A – 2019/20[53]
- Tým roku Serie A – 2013/14,[54] 2017/18,[55] 2019/20[56]
- 1× hráč sezóny podle Transfermarktu – 2020[52]
- Sestava sezóny Evropské ligy UEFA – 2017/18[57]

### Vyznamenání
Řád zásluh o Italskou republiku (16.7. 2021) z podnětu prezidenta Itálie 